# Bryshere Y. Gray
Bryshere Yazshawn Gray, noto anche con lo pseudonimo di Yazz the Greatest o Yazz (Filadelfia, 28 novembre 1993), è un attore e rapper statunitense.

## Biografia
Nato a Filadelfia, Pennsylvania, Gray è stato cresciuto con la sorella dalla madre single.
Scopre all'età di 16 anni una grande passione per la musica dopo essersi infortunato giocando una partita di football con il team della sua scuola, la Overbrook High School, e guadagna del denaro utilizzando il suo talento come artista di strada, aiutando così la madre con le spese necessarie per vivere. I suoi sforzi lo hanno portato ad una partnership con il manager Charlie Mack. Dal 2013 Gray partecipa a vari festival musicali nella città di Philadelphia; ha anche cantato come apri-concerto per 2 Chainz e Fabolous. Nel 2015 ottiene il ruolo di Hakeem Lyon nella serie tv statunitense Empire, affiancato da Taraji P. Henson, Terrence Howard, Jussie Smollett e Trai Byers. Nello stesso anno firma un contratto discografico con la Columbia Records assieme a Jussie Smollett.

## Filmografia

### Televisione
- Empire – serie TV, 102 episodi (2015-2020)
- The New Edition Story – miniserie TV, 3 episodi (2017)

### Direct-to-video
- Honey: Rise Up and Dance (2018)